# Dejan Lazović
Dejan Lazović (Budva, 8. veljače 1990.), crnogorski je vaterpolist. Igra za talijanski vaterpolski klub  Pallanuoto Sport Management. Visok je 199 centimetara i težak 102 kilograma.

## Vanjske poveznice
- Portal Antena M - Dejan Lazović nakon meča sa Španijom
- Portal Antena M - vaterpolo Budimpešta Čučković, Lazović i Gojković
- Dejan Lazović na Instagramu
- Lazović: Biće napad bolji kada počne Svjetsko prvenstvo
- Water-Polo : Dejan Lazovic rejoint Marseille
- Dejan LAZOVIC | Profile | FINA Offical